# Непосредна опасност (филм)
Непосредна опасност (енгл. Clear and Present Danger), или алтернативно Јасна и непосредна опасност, акциони је филм из 1994. године који је базиран на истоименом роману Тома Кленсија. Главне улоге играју: Харисон Форд, Вилем Дафо, Ен Арчер.
Џек Рајан открива илегалну операцију против нарко картела унутар ЦИА. Ухваћен у мрежу завера, сада мора да ризикује свој живот и каријеру како би починиоце привео правди.

## Радња
Америчка обалска стража открива јахту на којој су пронађени трагови убиства америчког бизнисмена и чланова његове породице. Истрага открива да је преминули био пријатељ америчког председника Бенета. Украо је 650 милиона долара од нарко картела Кали, због чега је и убијен.
Председник Бенет позива свог саветника за националну безбедност Џејмса Катера и наговештава без сумње да је картел „јасна и непосредна опасност” по безбедност САД, и јасно ставља до знања да жели да се обрачуна са онима који су одговорни за смрт пријатеља и његове породице.
Главни лик филма, Џек Рајан, именован је за заменика директора ЦИА за безбедност. Један од Џекових првих задатака на новом месту је да добије додатна средства од америчког Конгреса за специјалне операције ЦИА у Колумбији. Рајан прима тражена средства под условом да се ове операције одвијају без директног учешћа америчке војске. Иза Рајанових леђа, Џејмс Катер преговара са другим замеником директора ЦИА, Робертом Ритером, да ће специјалне снаге ипак бити послате у Колумбију. Одред специјалних снага под командом Џона Кларка убачен је у земљу, а он почиње операцију против картела Кали: уништава плантаже дроге и тајне лабораторије, убија запослене у картелу.
Ернесто Ескобедо, један од вођа картела, је бесан. Већ је изгубио 650 милиона долара, а сада његова организација трпи огромне губитке. Ернесто налаже свом послушнику, бившем кубанском службенику обезбеђења Феликса Кортеза, да открије ко стоји иза свега. Кортез сазнаје од свог агента у Сједињеним Државама да ће директор ФБИ Емил Џејкобс доћи у Колумбију да истражи нестали новац. Џек Рајан прати Џејкобса током путовања. Када поворка напусти аеродром, извршен је покушај атентата на њега и Џејкобс умире, а Џек Рајан неким чудом остаје жив.
Да би осветио Џејкобсову смрт, Џејмс Катер наређује ваздушни напад на вилу картела. Већина нарко-босова је убијена у експлозији, али игром случаја Ескобедо остаје жив. Медији су пренели верзију да је експлозију изазвала мина остављена у аутомобилу паркираном у близини виле. Али схватајући околности инцидента, Џек Рајан долази до закључка да је дошло до експлозије америчке навођене бомбе, у шта је његова влада свакако била умешана.
Феликс Кортез почиње тајне преговоре са Џејмсом Катером. Он нуди договор: уклониће Ескобеда, преузеће контролу над картелом и привремено смањити снабдевање Сједињених Државама кокаином, стварајући тако привид успешне борбе против трговине дрогом. Заузврат, он тражи од Катера да му каже како да пронађе командосе у Колумбији.
Џек Рајан постаје свестан тајних преговора и почиње да схвата размере илегалних активности Роберта Ритера. Хакујући Ритеров рачунар, уз помоћ једног програмера, Џек Рајан сазнаје за отпремање тима у Колумбију, коме сада прети уништење. Рајан одмах лети за Колумбију да спасе командосе. Он проналази вођу одреда Кларка, купује хеликоптер новцем ЦИА-е и почиње потрагу за онима који су још живи. Као резултат операције, три члана одреда су спасена.
Џек Рајан се враћа у Сједињене Државе и састаје се са председником. На груб начин, Џек јасно даје до знања да зна за улогу коју је у овој причи одиграо председник Бенет. Одбија предлог председника да се све држи у тајности и да се окриве мртви. На крају филма Рајан сведочи пред Конгресном комисијом САД. 

## Улоге
| Глумац            | Улога                       |
| ----------------- | --------------------------- |
| Харисон Форд      | Џек Рајан                   |
| Вилем Дафо        | Џон Кларк                   |
| Ен Арчер          | др Кети Рајан               |
| Тора Берч         | Сали Рајан                  |
| Жоаким де Алмеида | Феликс Кортез               |
| Хенри Черни       | Роберт Ритер                |
| Елен Гир          | Мери Пат Фоли               |
| Харис Јулин       | Џејмс Катер                 |
| Доналд Мофат      | председник Бенет            |
| Мигел Сандовал    | Ернесто Ескобедо            |
| Бенџамин Брет     | капетан Рамирез             |
| Рејмонд Круз      | Доминго Чавез               |
| Џејмс Ерл Џоунс   | адмирал Џејмс Грир          |
| Белита Морено     | Џин Фаулер                  |
| Грег Герман       | Пити, програмер             |
| Рид Дајмонд       | начелник обалске страже     |
| Тед Рејми         | сателитски аналитичар       |
| Кларк Грег        | старији наредник            |
| Рекс Лин          | вашингтонски детектив       |
| Вонди Кертис Хол  | аналитичар гласовног отиска |
| Хаиме Гомес       | наредник Хулио Вега         |
| Хоуп Ленг         | Сенатор Мајо                |
| Том Бауер         | Кларков пилот (непотписан)  |